# Camden (Tennessee)
Camden is een plaats (city) in de Amerikaanse staat Tennessee, en valt bestuurlijk gezien onder Benton County.

## Demografie
Bij de volkstelling in 2000 werd het aantal inwoners vastgesteld op 3828.
In 2006 is het aantal inwoners door het United States Census Bureau geschat op 3709, een daling van 119 (-3,1%).

## Geografie
Volgens het United States Census Bureau beslaat de plaats een oppervlakte van
58,5 km², waarvan 28,7 km² land en 29,8 km² water. Camden ligt op ongeveer 127 m boven zeeniveau.

## Plaatsen in de nabije omgeving
De onderstaande figuur toont nabijgelegen plaatsen in een straal van 28 km rond Camden.